# 1. Klasse Leipzig 1943/44
Die 1. Klasse Leipzig 1943/44 war die elfte und letzte Spielzeit der nun 1. Klasse genannten Fußball-Bezirksklasse Leipzig im Sportgau Sachsen. Sie diente als eine von vier zweitklassigen Bezirksklassen als Unterbau der Gauliga Sachsen. Die Meister dieser vier Spielklassen qualifizierten sich für eine Aufstiegsrunde, in der zwei Aufsteiger zur Gauliga Sachsen ausgespielt wurden.
Die 1. Klasse Leipzig wurde in dieser Spielzeit in einer Gruppe mit ursprünglich zehn teilnehmenden Mannschaften im Rundenturnier mit Hin- und Rückspiel ausgetragen. Nach dem Rückzug der SpVgg 1899 Leipzig-Lindenau, die eine Kriegsspielgemeinschaft mit TuRa 1899 Leipzig bildete und in der Gauliga spielte, verblieben neun Vereine. Als Bezirksmeister setzte sich der Militärsportverein Militär SV Borna mit zwei Punkten Vorsprung vor dem LSV Brandis durch. Kriegsbedingt wurden die Ligen nach dieser Spielzeit aufgelöst, alle noch spielfähigen Mannschaften aus Leipzig spielten in der kommenden Saison in der Kriegsklasse Leipzig.

## Abschlusstabelle
| Pl. | Verein                               | Sp.           | Tore          | Quote         | Punkte        |
| --- | ------------------------------------ | ------------- | ------------- | ------------- | ------------- |
| 1.  | Militär SV Borna                     | 16            | 60:28         | 2,14          | 28:4          |
| 2.  | LSV Brandis                          | 16            | 60:23         | 2,61          | 26:6          |
| 3.  | TuB Leipzig                          | 16            | 46:30         | 1,53          | 20:12         |
| 4.  | Sportfreunde Markranstädt            | 16            | 58:44         | 1,32          | 18:14         |
| 5.  | KSG Sportvereinigung/Arminia Leipzig | 16            | 35:38         | 0,92          | 17:15         |
| 6.  | VfB Zwenkau 02 (N)                   | 16            | 26:51         | 0,51          | 13:19         |
| 7.  | Wacker Leipzig                       | 16            | 29:39         | 0,74          | 10:22         |
| 8.  | SV Viktoria Leipzig (N)              | 16            | 34:52         | 0,65          | 09:23         |
| 9.  | Sportfreunde Leipzig                 | 16            | 15:58         | 0,26          | 03:29         |
| 10. | SpVgg 1899 Leipzig-Lindenau a        | zurückgezogen | zurückgezogen | zurückgezogen | zurückgezogen |

| (N) | Aufsteiger aus der 2. Klasse |